# Asuka Fukuda
Pour les articles homonymes, voir Fukuda.
Asuka Fukuda (福田明日香, Fukuda Asuka, née le 17 décembre 1984 à Tokyo au Japon) est une chanteuse japonaise, ex-idol et membre originale de Morning Musume, chanteuse et actrice au sein du Hello! Project de 1997 à 1999.

## Biographie
Asuka Fukuda débute en 1997, à 12 ans, comme membre originale du groupe de J-pop Morning Musume dont elle est la benjamine, après avoir été sélectionnée par le producteur Tsunku à l'issue d'un concours de chant pour l'émission TV Asayan. En 1998, elle joue avec ses collègues du groupe dans la série télévisée Taiyō Musume to Umi puis dans le film Morning Cop. 
Après avoir participé à cinq singles et deux albums de Morning Musume, Asuka Fukuda quitte le groupe et le Hello! Project en avril 1999, à 14 ans, et cesse ses activités artistiques pour continuer ses études. Elle sort le mois suivant un livre autobiographique, Mô Hitori no Asuka, où elle avoue ne s'être jamais senti intégrée au groupe à cause de son jeune âge.
Pendant plusieurs années, elle reste absente du domaine artistique, travaillant dans le bar familial durant les années 2000.
Asuka Fukuda ne reprend une activité artistique que douze ans après son départ de Morning Musume, à 26 ans, en tant que chanteuse du groupe Peace-Stone (PEACE$TONE) sous le nom de scène asuka (écrit en romaji), aux côtés du chanteur Terra et du guitariste Yaman Chang ; le groupe sort un premier album en novembre 2011.
En août 2015, Asuka Fukuda se marie et annonce par la même occasion être enceinte de son premier enfant. Après la sortie d'un deuxième album, elle se retire provisoirement de Peace-Stone, qui recrute trois autres chanteuses : Ayumi, E'chan et Aya. Elle accouche le 14 février 2016, puis reprend l'année suivante sa place au sein du groupe devenu un quatuor à la suite des départs de Yaman Chang en 2016 et d'Aya en 2017. 
Fin 2017, après 18 années sans aucun lien avec Morning Musume, Asuka Fukuda fait une apparition surprise auprès des quatre autres membres originales pour célébrer les 20 ans de la formation du groupe. Elle fait aussi partie du sous-groupe Morning Musume 20th avec lequel elle enregistre deux singles numériques et un album.
En parallèle, elle sort en solo le 14 février 2018 un single digital composé de deux titres, dont l'un est une reprise de Never Forget de Morning Musume (sa chanson d'adieu au groupe en 1999), qui figureront sur son premier disque en solo Sing qui sortira le mois suivant.

## Discographie

### Avec Morning Musume
Singles
- 3 novembre 1997 : Ai no Tane
- 28 janvier 1998 : Morning Coffee (+ ré-édition de 2005)
- 27 mai 1998 : Summer Night Town (+ ré-édition de 2005)
- 9 septembre 1998 : Daite Hold On Me! (+ ré-édition de 2005)
- 10 février 1999 : Memory Seishun no Hikari (+ ré-édition de 2005)

Albums
- 8 juillet 1998 : First Time
- 30 septembre 1998 :  Morning Cop - Daite Hold On Me!  (mini album)

(+ compilations du groupe)

### Avec Peace-Stone
Albums
- 9 novembre 2011 : Double Fantasy
- 14 mars 2015 : Door's ~Yume no Jūnin~ (Door’s〜夢の住人〜?)

### Avec Morning Musume 20th
Albums
- 7 février 2018 : Hatachi no Morning Musume

### En solo
Mini-album
- 14 mars 2018 : Sing

## Divers
Livres
- Mai 1999 : Mô Hitori no Asuka (もうひとりの明日香?)